# Oporinia albilineata
Oporinia albilineata är en fjärilsart som beskrevs av Harris 1933. Oporinia albilineata ingår i släktet Oporinia och familjen mätare. Inga underarter finns listade i Catalogue of Life.